# 風になれ (中村あゆみの曲)
「風になれ」（かぜになれ）は、中村あゆみの楽曲である。
中村の大ファンと公言しているプロレスラーの鈴木みのるが、自身の入場曲の制作を中村に直接依頼したことから作られた楽曲である。

## 風になれ
1995年9月にリリースされた中村あゆみの24枚目のシングルである。

### 解説
- 当時、中村が所属していたポリドールの協力を経て、インディーズ限定でリリースされた。（発売・販売元：株式会社広美・DSI-16662-KM-0001-）
- 廃盤後は入手困難となり、鈴木の活躍とともに楽曲への評価も徐々に高まってゆくも、一時期はオークションサイトなどで高額で取引されていたが、2014年、ベストアルバム『Ayumi of AYUMI〜30th Anniversary All Time Best』にオリジナル（1995年版）がボーナストラックとして収録された。
- 鈴木がリングインする時、「かっぜにぃなれー♪」の部分で大合唱が起こる。
- 鈴木をイメージして作った為、楽曲が先に完成され、その後に曲名を付けたと中村本人は後に語っている。
- 現在、この楽曲の原盤権は、鈴木みのるが持っている。

### 収録曲
1. 風になれ
- 作詞:中村あゆみ・高橋研/作曲:中村あゆみ/編曲:和田春彦

2. 風になれ(オリジナル・カラオケ)

### 収録作品
- 2014年リリースのベストアルバム『Ayumi of AYUMI〜30th Anniversary All Time Best』 にボーナストラックとして収録。2015年リリースの企画ベストアルバム『「風になれ」 完全版20周年ベスト〜鈴木みのるテーマ曲集』にも「初代1995Version」として収録[1]。

## 風になれ (2004年)
「風になれ」は、2004年11月13日にリリースされた中村あゆみの29枚目のシングルである。

### 解説
- 1995年発売の「風になれ」が一部で反響を呼んでいたことから、ニューヴァージョンが新たにリリースされた。（制作・販売：Cando・DXD-5009）
- 1995年バージョンの詞では物足りなく感じた中村は、カップリングに「風になれ2」を新たに書き下ろした。
- 現在この楽曲は中村あゆみオフィシャルサイト内のショップなどで販売されている。

### 収録曲
1. 風になれ
- 作詞:中村あゆみ・高橋研/作曲:中村あゆみ/編曲:和田晴比古/ギター:鎌田ジョージ/コーラス:和田恵子/エンジニア:石川純也

2. where is my Hero
- 作詞:岡田実音/作曲:岡田実音・中村あゆみ/編曲・エンジニア:鎌田ジョージ

3. The Beautiful Days～風になれ2～
- 作詞・作曲:中村あゆみ/エンジニア:石川純也

4. 風になれ(カラオケ)
5. where is my Hero(カラオケ)
6. The Beautiful Days～風になれ2～(カラオケ)

### 収録作品
- 2006年12月10日VAPより発売のプロレスリングNOAHテーマ曲集「Heavy Weight Sounds from NOAH」にボーナストラック（TRACK14）として収録されている。2015年リリースの企画ベスト『風になれ 完全版20周年ベスト～鈴木みのるテーマ曲集』に「2代目2004Version」として収録[1]。

## 風になれ～I have to be a lonely warrior,tonight～
「風になれ～I have to be a lonely warrior,tonight～」は、2013年1月4日にリリースされた中村あゆみの33枚目のシングルである。

### 解説
- 2006年から鈴木みのる選手の入場テーマとして使用されている「風になれ -Rough-Mix-」[2]のCD化要望が多いことから、2012年10月10日中村あゆみ・鈴木みのるらが打ち合わせを行った。結果、現在会場使用されている-Rough-Mix PART2-をミックスダウンし、風になれ～I have to be a lonely warrior,tonight～としてCD化されることとなった[3]。（制作・販売：Cando・DXD-5027）
- この楽曲は中村あゆみオフィシャルサイト内のショップなどで販売される。
- 発売日に行われたレッスルキングダム7において中村あゆみが生熱唱し、1回目の「風になれ」の合唱で鈴木みのるが登場し、2回目でリングインした。

### 収録曲
1. 風になれ～I have to be a lonely warrior,tonight～
- 作詞：中村あゆみ・高橋研/作曲：中村あゆみ/編曲：鎌田ジョージ

2. 風になれ～instrumental～ Guitar Storm Version（完全未発表曲・Winner Song）
3. The Beautiful days～風になれ2～
- 作詞：中村あゆみ/作曲：中村あゆみ/編曲：和田春彦

4. 風になれ～I have to be a lonely warrior,tonight～（カラオケ）

### 収録作品
- 2014年リリースのベストアルバム『Ayumi of AYUMI〜30th Anniversary All Time Best』に収録。2015年リリースの企画ベスト『風になれ 完全版20周年ベスト〜鈴木みのるテーマ曲集』にも収録[1]。

## 風になれ～The King to the World
「風になれ～The King to the World」は、2018年6月23日にリリースされた中村あゆみの35枚目のシングルである。

### 解説
- 2018年に鈴木みのるプロレスラーデビュー30周年を記念して、1995年からこれまでにリリースした「風になれ」を編曲し、世界での大ヒットを踏まえて、雄大かつ重圧感あるグローバルなサウンドに大きくリニューアルした、クライマックスといえる作品になった[4]。
- この曲は2018年6月23日開催の「大海賊祭」鈴木みのるvsオカダ・カズチカ戦において、中村あゆみの生歌唱で初披露された[4][5]。
- 今作のシングルには、鈴木みのる率いる新日本プロレスのヒール軍団鈴木軍のテーマ曲「SUZUKI  GUN ICHI-BAN」が収録されたが、2022年12月23日開催のRoad to TOKYO DOMEでの鈴木軍の解散を持ってこの曲が流れたのは最後になった[6]はずだったが、鈴木軍解散後の2023年2月11日にストロングスタイルが結成されてもこの曲は継続して使用されている[7]。

### 収録曲
1. 風になれ～The King to the World
- 作詞：中村あゆみ・高橋研/作曲：中村あゆみ/編曲：鎌田ジョージ

2. SUZUKI GUN ICHI-BAN
- 作曲：中村あゆみ・鎌田ジョージ/作詞・編曲：鎌田ジョージ

3. 風になれ～The King to the World（instrumental）

### 収録作品
- 2019年リリースのベストアルバム『Ayumi of AYUMI〜35th Anniversary Best』に収録。この曲はCDのみでの収録となっている[8]。